# Ата-Мекен
Социалистическая партия Ата-Мекен (кирг. Ата-Мекен Социалисттик Партиясы, досл. Отечество) — социал-демократическая политическая партия Кыргызстана, возглавляемая Омурбеком Текебаевым. Партия была основана Текебаевым 16 декабря 1992 года. В последние годы партия несколько изменила идеологию и теперь считается сравнительно либеральной.
Одна из крупнейших партий страны. Самая первая политическая партия независимого Кыргызстана. Во время правления Бакиева стоял во главе оппозиции. Является инициатором многочисленных законов, а лидер партии Омурбек Текебаев де-факто является автором конституции Кыргызстана 2010-2021 годов.